# Binnenbedijkte Maas
De Binnenbedijkte Maas is een meer in Nederland. Het is een afgedamde tak van de Maas in de Hoeksche Waard met een lengte van 7,3 kilometer. De Binnenbedijkte Maas wordt in de volksmond vaak kortweg Binnenmaas genoemd. Dit was ook de naam van de gemeente waarin het meer gelegen is (zie ook: Binnenmaas).

## Geschiedenis
De Binnenbedijkte Maas is een overblijfsel van een oorspronkelijke loop van de Maas, die door geschiedkundigen de Romeins-Middeleeuwse Maas wordt genoemd. Dit water kwam bij (het toen nog niet bestaande) 's-Gravendeel de huidige Hoeksche Waard binnen, en vervolgde zijn weg aan de westkant van Oud-Beijerland (dat toen ook nog niet bestond) richting Brielse Maas. Deze loop werd in de 13e eeuw stroomopwaarts bij Hedikhuizen en stroomafwaarts bij Maasdam afgedamd. De afdamming bij Westmaas volgde op een later tijdstip. Vanaf toen stroomde de Maas via de huidige Afgedamde Maas richting de Merwede die zich verder stroomafwaarts splitste in de Oude Maas en de Noord. Door het afdammen van de zuidelijke tak van de Maas en het aanleggen van een lange ringdijk ontstond de Groote of Hollandsche Waard die doorsneden werd door de restgeul van de Maas. Dijkdoorbraken tijdens de Sint Elisabethsvloed en in de jaren erna hadden tot gevolg dat grote delen van de Groote of Hollandsche Waard onder water kwamen te staan. Het deel tussen Westmaas en Maasdam bleef gespaard, oostelijker is door erosie de ligging van de Maas tussen Maasdam en Geertruidenberg volledig uitgewist. De Binnenbedijkte Maas ligt daarom thans volledig geïsoleerd in een polderlandschap.

## Verloop
De Binnenbedijkte Maas begint in het westen bij het dorp Westmaas, waar zij ruim 300 meter breed is en circa 1 meter diep. De bodem is hier erg zacht en modderig. Ter hoogte van Mijnsheerenland loopt de bodem snel af naar meer dan 10 meter (hier is in het verleden zand weggezogen) tot een gat van 18 meter diep. De oeverzones blijven overigens ondiep met steil aflopende taluds. Na dit diepe gedeelte loopt de bodem heel snel weer op, om vervolgens een stuk van enkele kilometers te krijgen waar het weer zeer ondiep en modderig is en nog steeds vrij breed blijft. Na dit stuk maakt de Binnenmaas een bocht naar het noorden en wordt het water smaller en geleidelijk aan dieper. De diepte neemt toe van ongeveer 1,5 meter naar 3 meter bij het recreatieoord. Hier maakt het water weer een bocht naar het oosten richting Maasdam. Dit smallere stuk tussen de 120 en 150 meter breed blijft vrij constant van diepte met een gemiddelde van iets meer dan 3 meter. Hier en daar loopt de diepte op tot 4,5 meter. Bij Maasdam eindigt de Binnenmaas in een kom waar ruim 1,5 meter staat. Deze kom heeft een doorsnede van ruim 400 meter. Vandaar loopt de Boezemvliet die via een gemaal uitmondt in de Oude Maas.
Het meer heeft verder geen verbinding met andere binnenwateren, m.a.w. men kan hiervandaan niet de rest van Nederland per vaarwater bereiken.

## Gebruik
Het meer wordt vooral gebruikt voor recreatie. Aan de noordoever ligt het Recreatieoord Binnenmaas, dat onder andere een openluchtzwembad, kinderboerderij, restaurant, speeltuin en skatebaan omvat. Verder worden hier waterfietsen, roeiboten en kano's verhuurd.